# 作新学院大学女子短期大学部
作新学院大学女子短期大学部（さくしんがくいんだいがくじょしたんきだいがくぶ、英語: Sakushin Gakuin University Women’s Junior College）は、栃木県宇都宮市竹下町908に本部を置く日本の私立大学。1967年創立、1967年大学設置。大学の略称は作短。

## 概観

### 大学全体
- 栃木県宇都宮市に所在する日本の私立短期大学で、設置主体は学校法人船田教育会[1]。
- 1967年に開学され、当初は2学科[注 1]で入学総定員80名体制で開学[2]。永年、作新学院女子短期大学として親しまれていた。
- 2002年年度の入学生より、作新学院大学の学部に譲渡され幼児教育科のみの単科短大となっている。キャンパス近隣には東西に鬼怒川が流れている。

### 建学の精神
- 「作新民」の理念と「自学・自習」「自主・自律」の精神に基づく教育を実践となっている。

### 教育および研究
- 作新学院大学女子短期大学部は幼児教育科のみが設置されており、短期大学部附属幼稚園での教育実習が取り入れられている。

### 学風および特色
- 作新学院大学女子短期大学部は、作新学院大学のキャンパスと共同使用している関係上、両者との交流が盛んである。短大卒業後、系列の大学へ編入学する道が開かれている。

## 沿革
- 1950年
  - 9月21日 経営母体である船田教育会が発足する[3]。
- 1967年
  - 1月23日 左記を以て文部省[注 2]より短期大学の設置が認可される。
  - 4月1日 作新学院女子短期大学として以下の学科体制にて開学。
    - 文科
      - 国文専攻 入学定員20名
      - 英文専攻 入学定員20名

    - 幼児教育科 入学定員40名

  - 5月1日 学生数[4]/定員[5]
    - 文科
      - 国文専攻 女28/20
      - 英文専攻 女18/20

    - 幼児教育科 女105/40
- 1968年
  - 5月1日 学生数[6]/定員
    - 文科 女97/80
    - 幼児教育科 女203/80
- 1969年
  - 4月1日 一部の学科の入学定員を以下の通り変更する[7]。
    - 幼児教育科 40→50[8]
- 1976年
  - 4月1日 一部の学科及び専攻の入学定員を以下の通り変更する[注 3]。
    - 文科国文専攻 20→40
    - 幼児教育科 50→100

  - 5月1日 学生数[11]/定員
    - 文科 女131/100
    - 幼児教育科 女268/150
- 1977年
  - 5月1日 学生数[12]/定員
    - 文科 女162/120
    - 幼児教育科 女303/200
- 1983年
  - 4月1日 一部の学科及び専攻の入学定員を以下の通り変更する[注 4]。
    - 文科
      - 国文専攻 40→80
      - 英文専攻 20→40

  - 5月1日 学生数[18]/定員
    - 文科 女234/180
    - 幼児教育科 女353/200
- 1984年
  - 5月1日 学生数[19]/定員
    - 文科 女249/240
    - 幼児教育科 女314/200
- 1991年
  - 4月1日 文科各専攻の入学定員を以下の通り変更する[注 5]
    - 国文専攻 80→100
    - 英文専攻 40→60

  - 5月1日 学生数[23]/定員
    - 文科 女420/280
    - 幼児教育科 女293/200
- 1992年
  - 5月1日 学生数[24]/定員
    - 文科 女474/320
    - 幼児教育科 女302/200
- 1999年
  - 4月1日 作新学院大学女子短期大学部と改称[25]。
  - 5月1日 学生数[26]/定員
    - 文科 女168/240
    - 幼児教育科 女251/200
- 2000年
  - 4月1日 宇都宮市一の沢から竹下町へキャンパス移転。
- 2001年
  - 4月1日 文科国文専攻、英文専攻をそれぞれこの年度をもって学生募集を終了とする[注釈 1]
- 2003年
  - 3月31日 左記を以て文科国文専攻、英文専攻を正式に廃止する[28]。
- xxxx年 
  - 4月1日 幼児教育科の入学定員を100→130へ増員。
- 2018年
  - 4月1日 幼児教育科の入学定員を130→145へ増員[29]。

## 基礎データ

### 所在地
- 栃木県宇都宮市竹下町908

### 交通アクセス
- JR宇都宮線宇都宮駅または東武鉄道東武宇都宮駅よりJRバス・東野バスに乗車の上｢清陵高校入口｣で下車。

### 象徴
- カレッジマークについては、右記資料を参照[30]。

## 教育および研究

### 組織

#### 学科
- 幼児教育科 入学定員145名

##### 過去にあった学科[注 7]
- 文科
  - 国文専攻 入学定員100名
  - 英文専攻 入学定員60名

#### 専攻科
- なし

#### 別科
- なし

##### 取得資格について
- 保育士資格・幼稚園教諭二種免許状が幼児教育科にて取得できる。

- かつて中学校教諭二種免許状が過去にあった文科にて設置されていた[32]。
  - 国語：国文専攻
  - 英語：英文専攻
- 司書：過去にあった文科にて設置されていた。

## 研究
- 『作新学院女子短期大学紀要』[33]
- 『作新国文』[34]ほか。

## 学生生活

### 部活動・クラブ活動・サークル活動
- 作新学院大学女子短期大学部のクラブ活動
  - 体育系：バレーボール・バドミントンほか
  - 文化系：児童文化・ハンドベル・ボランティアほか

### 学園祭
- 作新学院大学女子短期大学部の学園祭は「作新祭」と呼ばれ、11月に行われるイベントとなっている。

## 大学関係者と組織

### 大学関係者一覧

#### 大学関係者
- 船田中：初代学長
- 船田譲：元学長

## 施設

### キャンパス
- 基本的に大学と共同で使用している。

## 卒業後の進路について

### 編入学実績
- 系列の作新学院大学ほか、国文専攻及び幼児教育科では聖徳大学、英文専攻では流通経済大学がある[35]。

## 対外関係

### 高等学校・他大学との協定
- 栃木県立栃木商業高等学校　高大連携協定（2018年6月11日締結）[36]